# 松井一郎
松井 一郎（まつい いちろう、1964年〈昭和39年〉1月31日 - ）は、日本の政治家。
大阪府知事（公選第18・19代）、大阪市長（公選第21代）、大阪維新の会幹事長（初代）、同代表（第2代）、旧日本維新の会幹事長（初代）、維新の党幹事長（初代）、同顧問、日本維新の会代表（第2代）、同顧問、大阪府議会議員（3期）などを歴任した。住之江競艇場の照明・電気設備関係の工事・補修を一手に請け負う株式会社大通の元代表取締役。父は大阪府議会議長（1996年）を務めた松井良夫。

## 経歴
1964年1月31日、大阪府八尾市で誕生。同市で幼少期を過ごす。
高校2年の時、大阪工業大学高等学校（現在の常翔学園高等学校）を退学となり、笹川良一が当時理事長を務めていた福岡工業大学の附属高校である福岡工業大学附属高等学校（現在の福岡工業大学附属城東高等学校）に編入した。松井は自身の退学について、「今の時代ならアカンけど、まあ、ケンカとかもあってね。学校同士の（生徒間の）もめ事に首を突っ込んで、自分が当事者になってしもうた」と述べている。
1986年3月、福岡工業大学工学部電気工学科卒業。関西電力グループのきんでん勤務を経て、25歳の時に父で大阪府議会議員だった松井良夫の経営していた電気工事会社の経営を引き継ぐ。
2003年4月13日実施の第15回統一地方選挙において、大阪府議会議員選挙に八尾市選挙区から自由民主党の公認を得て立候補し、初当選。以後、当選3回。
2004年大阪府知事選挙では、自民党が応援する当時の現職、太田房江ではなく、民主党を離脱したばかりの江本孟紀サイドで選挙運動を展開した。
自民党では大阪府議団の政調会長まで務めたが、WTC府庁移転問題を機に考えの相違の理由で、2009年4月にほかの府議らとともに新会派「自由民主党・維新の会」を結成した。
2010年4月、橋下徹大阪府知事を代表に迎えて、大阪維新の会を結成し、幹事長に就任した。

### 大阪府知事時代
2011年10月22日の未明、橋下は府議会議長に10月31日付での辞職願を提出して、大阪府知事の座から退くことを表明した。これにより、任期満了に伴う大阪市長選挙と橋下の辞職に伴う大阪府知事選挙が同年11月27日に同日選として実施されることになった。
府知事選を巡っては当初、維新は元経産官僚の古賀茂明やニュースキャスターの辛坊治郎に立候補を打診したが、両者とも固辞したため、10月23日に松井は橋下と共同で会見を行い、橋下が大阪市長選挙に立候補して、松井が橋下の後継として大阪府知事選挙に立候補することを発表した。それに伴い、大阪維新の会大阪府議会議員団幹事長を退任した。
11月10日、大阪維新の会公認候補として立候補を届け出た。それに伴い大阪府議会議員を自動失職した。11月27日の投開票の結果、前池田市長の倉田薫らを破り、初当選。翌日、選挙管理委員会による当選の告示があり、第18代大阪府知事に就任した。大阪府知事としては初の大阪府議会議員出身者であり、また大阪府出身の人物が知事に就任するのは岸昌以来となる。
2012年、国政政党日本維新の会に参加して、幹事長に就任。
2014年、維新と結いの党が合併してできた維新の党でも、引き続き幹事長に就任。
同年末、大阪都構想の実現及び統一地方選挙に専念するため、橋下の代表辞任とともに松井も維新の党の幹事長を辞任、橋下が党最高顧問、松井が党顧問に就いた。

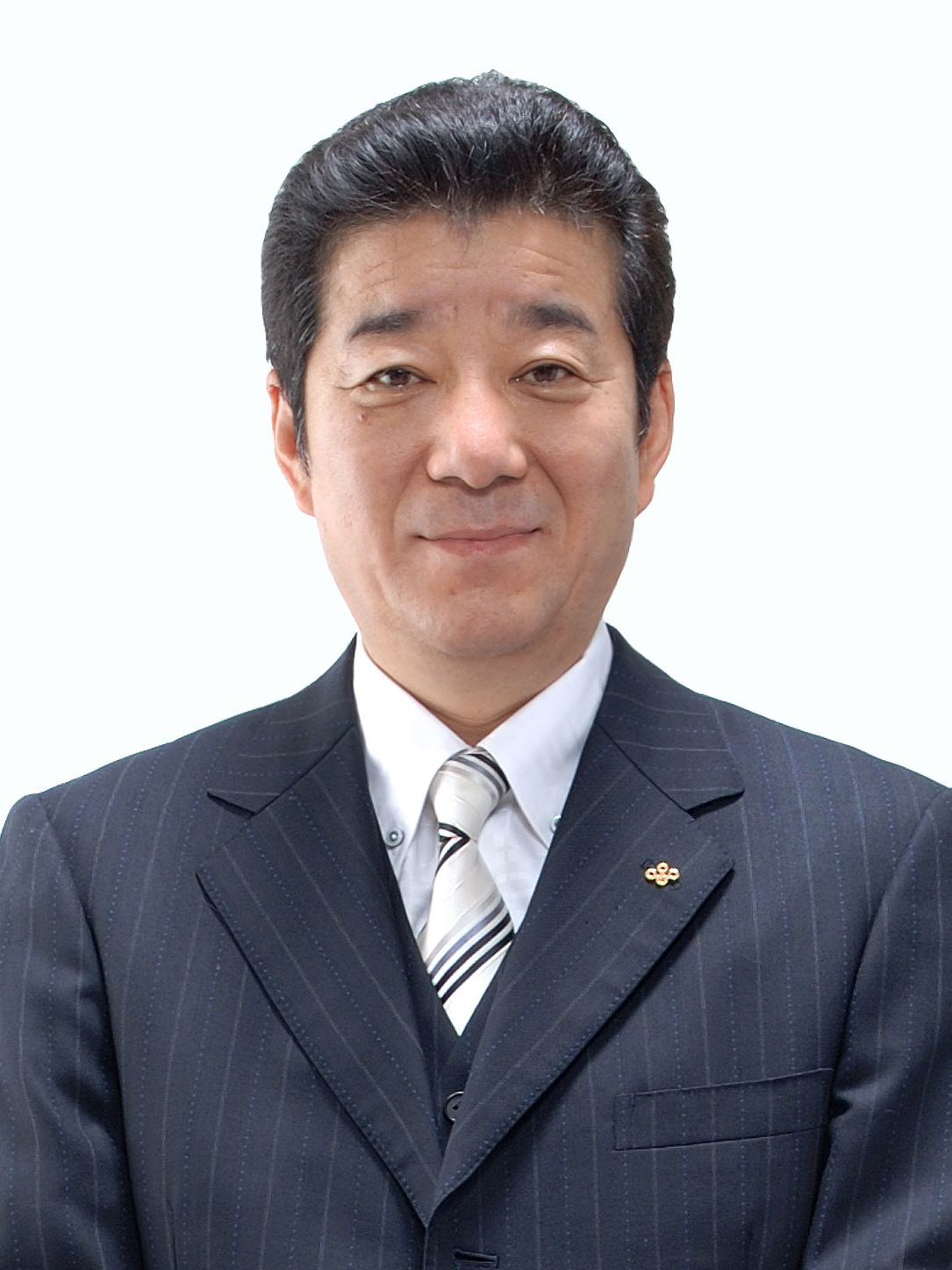
内閣広報室より公表された肖像

大阪市特別区設置住民投票実施後の2015年5月20日、知事の任期満了まで大阪維新の会幹事長と維新の党顧問の役職を続けることが決定した。
2015年8月27日、維新の党からの離党を橋下徹と共に表明。その後国政政党おおさか維新の会を結党。
2015年9月26日、大阪維新の会は同年11月実施の大阪府知事選挙に松井を擁立することを正式に決定し、松井は再選を目指し出馬することとなった。10月1日、次期知事選挙への立候補を正式に表明した。11月22日、202万5387票を獲得し、元大阪府議会議員の栗原貴子（自民党推薦、民主・共産支援）、元大阪府立高校教諭の美馬幸則を破り再選された。
2015年12月12日、おおさか維新の会および大阪維新の会の代表に就任した。
2017年、2025日本万国博覧会誘致委員会会長代行に就任。

### 大阪市長に鞍替え
2019年3月8日、大阪都構想住民投票の実施をめぐる公明党との協議決裂を受け、3月20日付で府知事を辞職する旨の辞職願を提出し、「今まさに都構想がつぶされかけている。過去の二重行政に戻さないために、都構想への支持をもう一度判断してほしい」と述べ、統一地方選挙に行われる大阪市長選挙に松井が、大阪府知事選挙に大阪市長の吉村洋文が出馬することを表明した（出直しクロス選）。議会が辞職願を不同意としたため、3月24日の市長選告示日に府知事を自動失職した。府知事としての在任期間は2期約7年4ヶ月であった。また、1999年以来20年ぶりに統一地方選挙の日程で大阪府知事選挙が行われることとなった。
2019年4月7日執行の大阪市長選挙では、対立候補の柳本顕に勝利し、第21代大阪市長に当選した。大阪府知事経験者が大阪市長に就任するのは橋下徹に次いで2人目である。また、民間企業での勤務経験がある者が大阪市長に就任するのは平松邦夫以来となる。

### 政界引退
2020年9月23日、維新の党是でもある大阪都構想の是非を問う2度目の住民投票の実施が確定したことを受け、記者会見を行い、住民投票で否決された場合は大阪市長としての任期が満了する2023年4月限りで政界を引退する意向を示した。11月1日に住民投票の投開票が行われ、反対多数が確実となったことを受け、同日に正式に市長任期満了後に引退する意向を示し、5日には大阪維新の会の代表についても辞任を表明した（後任は吉村洋文が選出）。国政政党「日本維新の会」の代表職については「大阪維新とは分けて考えたい」と述べ当面は続ける意向を示した。
2021年10月31日、2022年1月の任期満了をもって、日本維新の会の代表を退任する意向を示した。しかし、11月27日に開かれた臨時党大会での投票の結果、代表選は実施せず、松井が代表を続投することが決まった。
2022年3月27日、2023年4月の任期満了で市長を退任し、政界を引退する意向を重ねて示した。7月10日には日本維新の会の代表を辞任する考えを表明した。同月30日に開かれた臨時党大会では次期代表の選出をもって松井が退任することが正式に承認された。松井の後任を決める代表選挙に向けては、当初は後継指名を行わない考えを示していたが、8月4日には馬場伸幸共同代表を支持する考えを表明。馬場以外の候補者について「冷や飯を覚悟でやるべきだ」とも述べ立候補を強く牽制した。8月24日、松井は自身の政界引退後について「政治とは一切距離を置いていこうと思っている」と述べ、市長任期満了をもって維新の党員も辞める考えを示した。8月27日の党代表選投開票の結果、馬場が当選した。9月9日、党の顧問に就くことが発表された。
2023年4月6日の任期満了を以て大阪市長を退任。同日で維新の党籍を抜き、統一地方選前半戦の最終日にあたる8日を以て維新顧問の役職も退いた。松井は記者団の取材に対し「すがすがしい気持ち。やるだけやったから何の後悔もない」と述べ、政界引退後の活動については、共に維新を創設した橋下徹の所属事務所にマネジメントを依頼する意向を示し、「橋下さんとYouTubeで無責任に世相を切っていこうかな」と述べた。

### 政界引退後
2024年10月の第50回衆議院議員総選挙では、維新が公認候補を擁立した東京24区において、対立候補である萩生田光一の応援演説に立った。萩生田は政治資金パーティー収入の裏金問題を受け所属する自民党の公認を得られず無所属で立候補しており、萩生田と20年来の友人関係であるという松井は「萩生田氏は期待と信頼を失ったが、反省してやり直すと言う。チャンスを与えてほしい」と呼びかけた。一方で松井の動きに対し維新内では「裏金の象徴みたいな萩生田氏の応援は正直、やめてほしかった」との不満の声も出た。

## 政策

### 大阪万博
2014年には、2025年万国博覧会の大阪招致構想を検討することを表明した。
- 1.9兆円の経済効果が見込まれている大阪万博の開催について、松井一郎は「これまでの万博の常識を打ち破る、世界の課題解決を実現する、そういう万博でありたい。ここからがまたスタートになる」と抱負を語った[38]。
- 2025年日本国際博覧会の基本構想案を、有識者や経済界と健康・長寿をテーマとし、検討を進めていた。「万博の意義は時代に合わせて変容してきた。21世紀の万博は人類共通の課題を取り上げ、解決策を探求し、その成果を世界に提示するものだ。一方、揺るがないのは世界中のヒト、モノを呼び寄せる万博の求心力と発信力だ」と主張していた[39]。
- 大阪万博の決定を受け、松井一郎は、「大阪、関西の状況を好転させることが、日本への貢献につながる」と述べ[40]、開催に向けて準備を加速させることを表明した。大阪での開催は1970年以来55年ぶり2度目[41]。また、若いクリエーターなどの人材を集め、世界を驚かせるような万博を実現していく考えを示した[42]。

### 大阪モノレール
大阪高速鉄道（現在の大阪モノレール）が運営する「大阪モノレール本線」の（門真市から東大阪市へ）延伸を求める市民約26万人の要望を受け、整備を前向きに検討する考えを表明。東大阪市は難色を示していたが、松井との会談を経て、大阪モノレールの延伸に合意した。これにより大阪モノレールは、4駅が新設され、JR線や大阪市高速電気軌道（愛称Osaka Metro。2015年当時は公営の大阪市営地下鉄。2018年に廃止した大阪市交通局が運営）、近鉄線と乗り換えができるようになる。松井は「東大阪や奈良から伊丹空港への利便性が高まり、府民全体の利益になる」と述べた。

### 子育て支援
2011年に導入された「私立高校の授業料無償化制度」を、「子供が3人以上いる世帯を優遇する見直し」を決定した。松井一郎は「家庭の事情で夢をあきらめることがないように続けたい」と述べた。私学進学者の割合は、制度導入前の2010年度の27.4%から、導入後の2010年度以降は33%程度に増加した。2018年には、無償化の対象を、子どもの数にかかわらず年収590万円未満の世帯にまで拡大。2019年度からは、私立高校の授業料無償化の適用を、年収800万円未満で子どもが3人以上いる世帯まで拡充した。
2020年に新型コロナウィルス感染症が流行してからは、市立小中学校の全生徒を対象として給食の無償化を実施している。

### 行政改革
大阪府知事就任後、府政与党の大阪維新の会が議会で多数を占めていたこともあり、職員基本条例などの条例を可決、成立させた。
2015年6月17日、政令指定都市である大阪、堺両市と府の事業調整を図るため、「政令市連携室」を設置することを表明。7月1日に予定通り設置した。

### 福祉
- 認知症で行方不明になった高齢者を早期に発見するため、サークルKサンクス（現在はファミリーマートに合併され消滅）、セブン-イレブン、ファミリーマート、ローソンの幹部と「高齢者にやさしい地域づくり推進協定」を締結。当時の大手4社と認知症の見守りなどを目的に、協定を結ぶのは全国で初。松井は「府や市町村との連携が進めば、店舗網が高齢者をきめ細かく見守る上で機能する」と話した。府によると、2014年における、大阪府の認知症高齢者の行方不明者数は、1921人と全国で最も多かった[50]。
- 2015年度には消費税増税に伴い740億円増えた税収を、医療・介護サービスなどの拡充に計上。松井は「府民の命を守ることが重点事業のトップになる」と述べた[51]。

### 新型コロナウイルス対策
雨合羽の寄付呼びかけ
2020年4月14日、松井は新型コロナウイルス感染症に対応する大阪府内の医療現場で防護服が不足していると訴え、「使用していない雨がっぱがあれば、ぜひ大阪府・市に連絡してほしい」と提供を呼びかけた。この結果、4日間で約36万着が集まり、市職員が大量の段ボールなどで持ち運ばれた雨がっぱをサイズや形ごとに仕分け、5月11日には希望する医療機関への配布が開始された。
しかし、その後の情報公開請求により、府も同時期にダイソーなどに発注しており、松井が会見する前の4月9日時点で約21万着を約2,000万円で購入するめどが立っていたことや、防護服と違い滅菌処理などされていないことから医療機関に渡ったのは一部で、寄せられた雨合羽の多くは介護施設や学校などに配布されたこと、府が購入した21万着のうち20万着は2021年4月時点でも使われずに保管されていることなどが報じられた。
オンライン授業導入方針
2021年4月19日、松井は政府の緊急事態宣言が発令された場合、大阪市立の小学校と中学校を原則オンライン授業に切り替える意向を示した。21日には午前中は自宅でオンライン学習をし、その後登校し給食を食べ対面授業を受けるとする運営方法を発表した。健康状態の確認や給食の提供のためには多くの子どもたちが登校する必要があると判断したため、原則オンライン授業と述べていた方針から修正する形となったが、一部の校長からは授業中より給食時の方が感染リスクが高いのではないかとの異論も出た。
緊急事態宣言発令後最初の平日となった4月26日からは市立本田小学校などが自宅でのオンライン学習を始めたが、ICTの導入状況は学校によって差があり、初日から「動画が見られない」との声が相次いだため4月末には対面授業を再開した学校や、オンライン授業が行えずプリントによる復習で対応した学校も出た。5月17日に松井は子供の感染者が減っているとして同月24日から通常の対面授業を再開すると表明した。
同17日、市立木川南小学校の校長がオンライン授業の要請について「学校現場は混乱を極めた」と訴える内容の提言書を松井と市教育長宛てに実名で送り、提言書には「通信環境の整備など十分に練られることないまま場当たり的な計画で進められ」「保護者や児童生徒に大きな負担がかかっている」などと記されていたほか、全国学力調査や教員評価制度などにも触れ、子どもが過度な競争に晒され教師は疲弊していると訴えた。これに対し松井は20日、「我々は子供の命を守るのを最優先として、オンラインを活用した」と反論した上で、「校長だけど現場が分かってない。社会人として外に出たことはあるんかなと思いますね」「ルールに従えないなら、組織を出るべきだと思う」「疲弊してやりがいが見つけらないんやったら、違う仕事を見つけたらいい」と発言。これらの動きに対し文部科学大臣の萩生田光一は21日、「自治体の判断を尊重する。ただ、オンラインで子供たちが納得する授業が十分できなかったという実態があれば、しっかりフォローして欲しい」「現場の先生が首長に意見をおっしゃることは決して悪いことだと思いません。ただ、大阪市は考えた上での結果だと思う。やってみて不具合があったという報告だとすれば、耳を傾けて改善したらどうですかね」と述べ市側に対応を促した。松井は同日、萩生田の発言を受けて「改善点があれば、日々改善していくのは当然のこと」と述べたうえで「教育振興基本計画と違う形で学校運営するとあればルール違反。辞めてもらわな」と述べ、改めて校長を批判した。
松井は6月2日には「一般的に違うというところについては否定しただけで、彼を処分するなんて一言も言っておりません」とも話していたが、8月20日、市教育委員会は「他校の状況等を斟酌することなく、独自の意見に基づき、本市の学校現場全体でお粗末な状況が露呈し、混乱を極め、子どもの安心・安全が保障されない状況を作り出していると断じた」として校長を文書訓告とした。一方で自民市議団が8月に市内の全市立小中学校を対象に行ったアンケートでは、市の方針を受けてオンライン学習を実施したのは85.3％に上ったが、そのほとんどで通信環境などの問題が生じ、オンライン学習を十分に指導できたと答えた学校は20.5％にとどまった。学習効果が「不十分だった」「なかった」と答えた割合は6割を超え、教育現場から厳しい意見が相次いだ。また、大阪市は4月と5月のオンライン授業は回線が落ちるなどのトラブルがあったため、10月から回線強化の工事を順次行うとしていたが、新学期の開始には間に合わなかった。
感染者入力業務の口頭での民間委託
2022年2月、大阪市は委託契約を結ばずに、民間業者に新型コロナ感染者の発生届のシステム入力作業をさせていた。市は2月14日に口頭で業者から伝えられた委託料9650万円を承諾し、16日から業者が入力業務を始めていたがこの時点で契約締結や内部決裁を経ておらず、見積書や業務内容の指示書も書面で交わしていなかった。市は17日に契約書などの必要書類を業者に渡し、松井は「事務に不備があった。市民の信頼を損なうものだった」と謝罪した。

## 主張・見解

### 外交・防衛
北朝鮮による弾道ミサイル発射を受け、松井は「我が国に対する安全保障上の重大な脅威であり、許しがたい暴挙である。また、明白な国連安全保障理事会決議違反であり、我が国のみならず、国際社会の平和と安全を脅かす行為で、断じて許せないものである。」と北朝鮮を厳しく批判。金正恩あての抗議文を送付することを発表した。また、「国際社会による封じ込め」を提言した。

### 府政
- 「マンションなどの空き部屋を宿泊場所とする」条例案に関して、「昨年の9月議会で条例案を提案したが、議会からは治安面などさまざまな指摘を受けて否決された。ルールを守らない業者に対して、府がどのような指導権限を持てるのか、国と制度上の改善点を調整中だ。それが整えば大阪市とともに9月議会に再提案する」と述べ、再提案すると表明した[78]。
- 受動喫煙防止条例については、「国の基準に合わそうと思っている」と発言するなど消極的な姿勢を示していたが[79]、2018年に大阪市長である吉村洋文から「健康をテーマに万博を誘致しているのに、知事が国の基準で十分と言うのは違う」と非難されたことにより考えを改め、大阪市と大阪府で受動喫煙防止条例を一本化し、厳格化する意向を示した[80]。一方で、自身が使用する公用車については、「（窓を開けるなどして）マナーを守って喫煙させていただいている」と述べ、禁煙化しない意向を示した[81]。
- 新型電子たばこの喫煙規制について、「他人の体に影響を与えないことを明らかにした上で、どこでも吸っていいようにすればよい」「iQOSをどこでもOKにしたらいい」との見解を述べた[82]。
- 沖縄県の米軍のヘリコプター離着陸帯（ヘリパッド）工事を警備する大阪府警の機動隊員が、反対派の挑発行為に対して不適切な発言をしたことについて、「発言は不適切で、反省すべき。高い人権意識を持つべきだ」と指摘。「現地で命がけで職務を遂行している人たちのモチベーションもある。警備している人たちが全国から敵のように扱われているが、そうじゃない。沖縄のためにやっていることで、僕は認めている」と発言した[83]。
- 北陸新幹線の敦賀以西ルートについては、こだわらないが、終着駅では「絶対に新大阪だ」との認識を強調している[84]。

### エネルギー政策
- 2014年東京都知事選挙では、脱原発を主張する細川護熙元首相が立候補したことに対し、「『原発フェードアウト論』をずっと言ってきた側とすれば元総理が2人も（細川と細川を支援する小泉純一郎）旗を振ってくれることはありがたい。頑張ってもらいたい」と述べエールを送った。一方、当時維新の共同代表であった石原慎太郎元都知事が独自に田母神俊雄元航空幕僚長を支援していたことから、「『歓迎』とまで言うと石原御大に怒られる。（維新は）自主投票だ」と述べた[85]。
- 2019年9月10日、当時環境大臣であった原田義昭の発言（東京電力福島第一原子力発電所の放射性物質トリチウムを含んだ処理水について。原田義昭#発言も参照）後の同月17日、市役所にて「科学的に安全性が証明されれば大阪湾での放出を受け入れる」との考えを記者団に語った[86]。
- 関西電力社長らが金品を受領した問題（関西電力#関西電力幹部らの金品受領・便宜供与問題を参照）について、松井は2019年9月29日に「株主の利益が毀損しており、詳細をただし、幹部の責任は問いたい。株主代表訴訟など、やれることはいろいろある」などと語り、今後の選択肢の一つに株主代表訴訟を記者団に答えた[87][88][89]。

### 慰安婦問題
慰安婦の強制連行問題について、朝日新聞がいわゆる吉田証言をもとにした記事を誤報だと認めたことを受け、「強制連行の証拠がないと分かった。間違った教科書で知識を得ることはマイナスだ」と指摘。日本史の教科書の慰安婦に関する記述について、「慰安婦の強制連行」を前提にした授業を行わないよう、全ての府立高校に通知を出すことを決定した。

### その他
- 野党の日本共産党は、松井と旧統一教会及び国際勝共連合との関係を批判している。共産党によると松井は府議時代に勝共連合の集会に参加していた[91]という。
- 「府と市の二重行政を都構想によって解消できる」とする維新の意見を疑問視した花谷充愉（自民党大阪府議員団幹事長）に対し、「大阪市長がやりたいことに、（知事として協力せずに）予算もつけません。そしたら、どうするんや」と質問。花谷は「再編しなくても、府市と両議会で政策協議をする会議を作り、連携すれば解決できる」という主張を繰り返した[92]。
- 自民党大阪府議会議員団が、広域の行政課題について話し合う大阪戦略調整会議において、（府と大阪市との重複施設などの）統合案件に議題を絞る様に、確約するを求めたことに対し、「一部の案件だけをテーブルにのせ、お茶を濁そうというのはだめだ」と話した[93]。
- 大阪府が新型コロナウイルスの感染防止策として「会食は2時間程度以内、1テーブル原則4人以内」と要請していた2021年12月上旬、松井や青柳仁士衆議院議員、大松桂右八尾市長[94]、山入端創羽曳野市長、冨宅正浩柏原市長[95]や大阪14区内の府議、市議ら約30人が大阪市内で2時間半から3時間にわたり[96]「衆院選の反省会」として会食を行っていた。松井は記者の取材に対し「人数の上限のアッパーはない。だから、やった。何か問題ありますか」「2時間を超えたことは反省すべきところなのかなと思っています」と述べた[97][98]。

## 人物

内閣府地方創生推進室より公表された肖像

- 大阪維新の会では、松井が「武闘派で度胸の松井」「政局の松井」、橋下徹が「スターで発信力の橋下」、浅田均が「頭脳の浅田」「政策の浅田」とそれぞれ評されていた（2012年時点）[99]。
- 愛煙家であり、2008年に橋下徹が大阪府知事として庁舎敷地内での全面禁煙を導入した際には、「知事、これだけは頼む。分煙だけは認めてくれ」と懇願した[100]。
- 菅義偉と密接な親交があり、橋下によれば知事時代には月1回のペースで交流していたという[101]。
- 安倍晋三と親交があった[102]。
- 猫好きで自宅で猫を2匹飼っており、名前は「トラ」と「レオ」[103]。
- 矢沢永吉のファン[104]。

### 親族
- 男3人兄弟の長男であり、末弟の娘が大阪ご当地アイドル『minAmin』元メンバー（2017年3月解散）、現在『VIVAJO8』メンバーの松井リオである[105]。
- 家族は妻と1男1女[106]。
- 父は議長も務めた大阪府議会議員で株式会社大通の元社長・松井良夫。現社長・松井宏之は一郎の次弟。

### 橋下徹との関係
- 元府議会議長だった父の代から、橋下徹の実父や叔父と関係が深い[107]。
- 自民党府議時代の盟友・西野茂は橋下徹の従兄弟を秘書にしていた[107]。

### 高校編入について
2012年、松井の福岡工業大学附属高等学校への編入に関して、裏口入学の疑惑が報道された。週刊文春によれば、大阪工業大学高等学校を喫煙などの不良行為で退学になりそうだったところ、笹川良一の仲介によって、福岡の高校の試験問題を入手した上で解答を丸暗記して試験に合格したとされる。松井は文春記者の取材に対し、「君ら、ルール守ってくれんと」と一言回答しただけで、疑惑に対する説明をしなかったという。

## 発言
- 2016年10月、民進党の江田憲司代表代行が維新が補正予算に賛成したことを批判したのに対し、「可哀想に、この人痴呆症の症状が見受けられます。民主党（現民進党）とは絶対に政策が合わないとも仰っていた事も忘れておられるようだ」とツイートした。その後、ツイートを削除し、「認知症の患者、家族の皆さんを侮蔑する意図は全くなく、表現として不適切だった」と謝罪した[110]。
- 2018年7月、自民党の杉田水脈衆議院議員が「LGBTのために税金を使うことに賛同が得られるものでしょうか。彼ら彼女らは子どもを作らない、つまり生産性がないのです」などと寄稿したことに対し、「オカマもゲイも納税者だから生産はしているでしょ」とツイートした。これに対し、抗議の電話が府庁に寄せられ、松井は「杉田さんが生産性に関して言ったので生産性で返した」と釈明した上で「オカマという表現が不適切で認識不足だった」と話し、投稿を削除した[111]。
- 2019年2月27日の定例府議会で、過去に松井が維新から自民に移った府議について「議員の資格がない」と発言した真意について質問され答弁を行ったが、この際議場の自民議員らから「答えちゃんとせえ」などと激しくヤジが飛んだのに対し、「うるさい！静かにせえ、バカ！」と声を荒らげた。その後、松井は「不適切だった」として議場で陳謝した上で、ヤジの中で年下の府議から「お前」との声があったとし、「俺は年上の人に『お前』と言ったことはない。おかしいわ」と述べた[112]。
- 2019年7月、重度障害のあるれいわ新選組の木村英子、舩後靖彦両参議院議員が、障害者が働いている間も介助を受けられるよう制度の見直しを求めたことについて、松井は「介助制度がないと働けないのか。違うと思う。支援を受けずに働いている人もいる」と発言した[113]。これに対し、れいわ新選組の山本太郎代表は「障害者が自らポケットマネーを出して働ける状況をつくるのは明らかに間違いだ。あしき前例になる」と反論した[114]他、NPO法人日本障害者センターの家平悟事務局長は「障害の状態によって必要な支援が異なることを理解していない」と批判した[115]。
- 2020年4月、新型コロナウイルス対策で飲食店の営業が減り、スーパーマーケットが混みあっている問題について、「（女性は買い物に）時間がかかる。男は言われた物をぱぱっと買って帰れるから（男性が）接触を避けて買い物に行くのがいいと思う」と述べた。記者が偏見に基づいた発言で、男女は関係ないと指摘すると「それはそうやね。わが家では時間がかかる」と釈明した[116]。
- 2022年2月13日、タレント・水道橋博士が「【維新の闇！】大阪市長・松井一郎の経歴を調べたらヤバかった！」と題されたYouTubeの動画を紹介したツイートに対して松井は「水道橋さん、これらの誹謗中傷デマは名誉毀損の判決が出ています。言い訳理屈つけてのツイートもダメ、法的手続きします。」と返信。さらにと水道橋のツイートをリツイートしたTwitterユーザーに対しても「水道橋さんは有名人で影響力があるのでリツイートされた方も同様に対応致します。」と投稿した。[117][118]。

## 訴訟

### 米山隆一のツイートを巡って
Twitterでの書き込みをめぐり、新潟県知事（当時・現衆議院議員）の米山隆一に対して、550万円の損害賠償訴訟を提起したことがある。「維新の松井さんであり、異論を出したものを叩きつぶし党への恭順を誓わせてその従順さに満足する」等のツイートを名誉毀損として争った。大阪地裁は2018年9月に米山に33万円の賠償を命令したが、米山側は控訴。2019年2月、大阪高裁で、「今後はお互いに、誹謗中傷などの違法行為は一切しない」として和解に至った。

### 水道橋博士のツイートを巡って
お笑い芸人の水道橋博士を名誉毀損で訴えている。2022年2月13日、水道橋博士が自身のTwitter上で、YouTube動画『【維新の闇！】大阪市長・松井一郎の経歴を調べたらヤバかった！』を「これは下調べが凄いですね。知らなかったことが多いです。維新の人たち＆支持者は事実でないなら今すぐ訴えるべきだと思いますよ（笑）」とのメッセージを付け加えた上でシェアすると、松井は「水道橋さん、これらの誹謗中傷デマは名誉毀損の判決が出ています。言い訳理屈つけてのツイートもダメ、法的手続きします」と訴訟を予告し、4月15日に水道橋博士の事務所宛てで訴状が到着した。さらに水道橋のツイートをリツイートしたTwitterユーザーに対しても「水道橋さんは有名人で影響力があるのでリツイートされた方も同様に対応致します」と投稿した。水道橋博士は米山隆一を担当弁護士とした上で、松井からの訴訟を「スラップ訴訟」として全面的に争う姿勢を見せた。動画の内容についても「「噂はありましたが裁判で無罪でした」と淡々と述べているから、そこは全然気になりませんでした。そういう噂は公人や、みなし公人の芸能人は昔からいくらでも書かれるものですから」と名誉毀損に当たらないと主張している。5月18日には、れいわ新選組からの参議院選挙出馬を表明、「権力者の私人に対する口封じやイジメをなくさないといけない。これは「反松井一郎法」と名付けてもいい」とも発言した上で、「反スラップ訴訟法成立」を実現させたいとしている。
なお、水道橋は比例区で当選を果たすも、うつ病を理由に2023年1月16日に議員辞職しており、「反スラップ訴訟法」等の成立に向けての主だった活動は確認されていない。
2023年5月16日、大阪地裁は投稿が名誉毀損に当たるとして水道橋に110万円の支払いを命じた。松井と水道橋の双方が判決を不服として控訴した。同年12月21日、大阪高裁は一審判決を支持し、松井と水道橋双方の控訴を棄却した。2025年1月22日、最高裁は水道橋の上告を退け、水道橋に110万円の支払いを命じた一、二審判決が確定した。

### その他
ツイッターに「松井一郎は過去に女子中学生を強姦し、自殺に追いやりました」などと投稿した埼玉県の女性に対して、550万円の損害賠償を求めた。2021年1月、大阪地裁で「客観的裏付けがなく、立証もしていない」として、女性側に330万円の支払いが命じられている。

## 政治資金

### 秘書給与支払いの無記載
少なくとも2006年2月～2010年3月の間、当時の秘書2人への給与として総額約2000万円を自身が社長を務める電気工事会社から支払っていた。企業による秘書給与の支払いは政治家への寄付にあたるが、松井が支部長だった自民党支部の政治資金収支報告書には該当する記載が無かった。松井は「給与は会社が支払っている。私が議員と社長を兼ねており、2人には秘書と会社員の両方の仕事をしてもらっている。二つを明確に区分できない。収支報告書を修正するつもりはない」と説明したが、うち1人の秘書は会社に出勤せず、松井の地元事務所に出勤していた。

### 会計責任者の署名捺印を同意を得ず代筆
2023年5月8日、松井が代表を務める資金管理団体「松心会」が、政治資金収支報告書の会計責任者の署名欄に、すでに辞職した会計責任者の署名・捺印を本人の承諾なしに行っていたことが報じられた。会計責任者は大阪市内の建設会社の男性社長の名前が記載されており、団体の説明によると、担当者が約20年前から署名を代筆し、男性名義の印鑑を押していた。この問題を最初に報じたNEWSポストセブンの取材によれば、男性は松井の父（松井良夫大阪府議）時代からの支援者で当初会計責任者を引き受けていたが、松井が自民党を離党し維新を旗揚げしてからは支援を辞めていた。団体の担当者は「男性の了解を得ていると思い、逐一確認しないまま報告書を作成、提出していた。反省したい」と述べ会計責任者を変更すると発表。松井は「資金管理団体の事務作業については直接知らなかった。事務作業にあたっていた人が誤解したまま作業していたと聞いている」と述べた。

## 選挙歴
| 当落 | 選挙                     | 執行日         | 年齢 | 選挙区       | 政党         | 得票数      | 得票率 | 定数 | 得票順位 /候補者数 | 政党内比例順位 /政党当選者数 |
| ---- | ------------------------ | -------------- | ---- | ------------ | ------------ | ----------- | ------ | ---- | ------------------ | ---------------------------- |
| 当   | 2003年大阪府議会議員選挙 | 2003年4月4日   | 39   | 八尾市選挙区 | 自由民主党   | 1万8811票   | 18.55% | 4    | 4/5                | /                            |
| 当   | 2007年大阪府議会議員選挙 | 2007年4月8日   | 43   | 八尾市選挙区 | 自由民主党   | 2万2255票   | 23.93% | 4    | 2/5                | /                            |
| 当   | 2011年大阪府知事選挙     | 2011年11月27日 | 47   | ――           | 大阪維新の会 | 200万6195票 | 54.73% | 1    | 1/7                | /                            |
| 当   | 2015年大阪府知事選挙     | 2015年11月22日 | 51   | ――           | 大阪維新の会 | 202万5387票 | 64.1%  | 1    | 1/3                | /                            |
| 当   | 2019年大阪市長選挙       | 2019年4月7日   | 55   | ――           | 大阪維新の会 | 66万819票   | 58.11% | 1    | 1/2                | /                            |